# Ta'aroa
Dans la mythologie de Polynésie française, Ta'aroa est la puissance créatrice initiale dont la légende se décline comme suit (avec, bien sûr, des variantes),,,,:

## Mythe
Ta'aroa est à l'origine de tout, y compris de soi-même. Au début, il / elle se développait dans sa coquille Rumia tournant dans le vide sans fin du sombre et silencieux chaos primordial. Lorsqu'il / elle fut prêt(e), il / elle cassa sa coquille d'un coup d'épaule et s'étira : de cette éclosion et de cet étirement est issu le ciel. Avec les morceaux de sa coquille il / elle forma Tumu-Nui, le monde perceptible.
Avec sa colonne vertébrale Ta'aroa forma les montagnes de la Terre. Ses os formèrent les roches et le sable, ses larmes remplirent les océans, sa salive les lacs et les rivières, et son sang colora l'arc-en-ciel. De ses ongles, il / elle fit les écailles des poissons et des tortues, de ses poils et plumes sont issues les plantes et les bêtes.
Ta'aroa créa ensuite l'être humain afin de l'aider dans son travail, en commençant par des artistes pourvus de paniers remplis de To'i, afin de sculpter Tāne le premier dieu, puis Ru, Hina, Maui et des centaines d'autres. Tane décora le ciel d'étoiles et alluma le Soleil pour éclairer la Terre et la Lune. Ainsi, ce sont des humains qui forgèrent les dieux (sauf Ta'aroa) et non l'inverse. 
Ta'aroa organisa le monde en 7 niveaux, plaçant l'être humain au « rez-de-chaussée » des terres et des eaux, où il se multiplia, réjouissant les divinités. L'être humain partageait son habitat avec des créatures et des plantes de toute sorte mais il se sentit vite à l'étroit et décida monter au dessus de son niveau pour aller peupler les six niveaux supérieurs. Ainsi l'être humain remplit tous les niveaux de la Terre, des abysses aux cieux, sous le regard bienveillant mais vigilant de Ta'aroa.
On retrouve Ta'aroa sous diverses dénominations dans les mythologies des autres îles : Tangaroa en Nouvelle-Zélande, Tagaloa aux îles Samoa, Tangaloa aux Tonga ou Kanaloa à Hawaii.
Ces légendes facilitèrent la christianisation car les missionnaires assimilèrent Ta'aroa au dieu unique chrétien et Tāne, dieu de la paix et de la beauté, au Christ.